# 混亂的終結
《混亂的終結》是史蒂芬·金所著的短篇小說，最先刊登在於1986年《全知雜誌》10月號上，1993年，史蒂芬將故事收錄在短篇小說集《惡夢工廠》內。2006年，特納電視網將其改編成電視影集，收錄在惡夢工廠中，由羅恩·利文斯頓及亨利·托馬斯主演。

## 故事簡介
霍華是故事的主角，他有一個弟弟，名叫鮑比，是一個超資優生，鮑比終日在外流連，直到有一天突然回家，告訴霍華他發現了某個地方的水含有特殊物質，能抑壓人類的暴力行為，鮑比計劃利用火山爆發的衝力，將這種水帶到全世界。計劃實踐後的頭三年，世界的確變得更和平，但三年後，副作用慢慢出現，越來越多患上了老人痴呆症，世界也因此終結。